# Playmobil
Playmobil este o serie de jucării produse de Brandstätter Group din Zirndorf, în Germania. Jucăriile au înălțimea de 7,5 cm (la scară 1:24 față de o persoană). Au fost concepute de Hans Beck un tâmplar care producea aeromodele pentru companie, între anii 1971 și 1974. Patronul companiei Brandstätter Group i-a cerut să creeze figurine iar în 3 ani a luat naștere ceea ce urmează a fii semnătura Playmobil.
Figurina Playmobil are o dimensiune standard de 7.5 cm fiind o reproducere la scara 1:24 a unui corp uman de înălțime medie.
Jucăriile Playmobil sunt împărțite în 30 de teme diferite, fiecare categorie reușind să acopere o gamă diferită de jocuri.